# Tygodnik Mód i Powieści

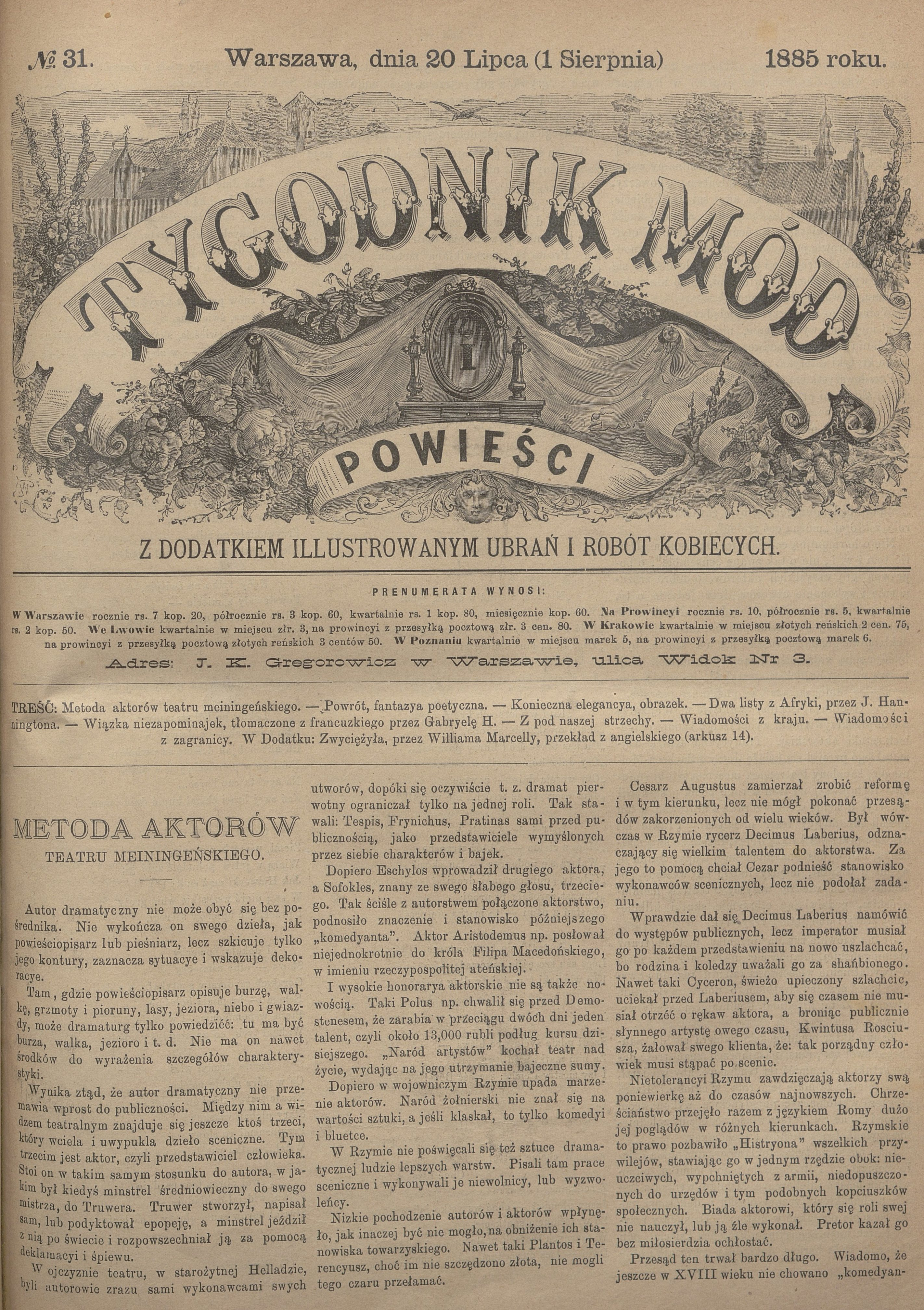
Pierwsza strona „Tygodnika Mód i Powieści”, nr 31, 1885

Tygodnik Mód i Powieści – ilustrowany tygodnik dla kobiet wydawany w Warszawie od 1871 r. zawierający odcinki powieściowe, poezje, szarady, artykuły literackie, korespondencje, felietony, rebusy, wzory haftów i ubrań.

## Historia
Historia „Tygodnika Mód i Powieści” sięga 1835 r., kiedy warszawski księgarz i wydawca Jan Glücksberg (1784–1859) rozpoczął wydawanie „Magazynu Mód. Dziennika Przyjemnych Wiadomości”. Czasopismo to, mimo iż przeznaczony dla kobiet, podejmował różną tematykę, niekoniecznie typowo kobiecą. Zawierało też barwne ryciny prezentujące europejską modę kobiecą, męską i dziecięcą.
W 1859 r. po śmierci wydawcy jego syn Michał Glücksberg sprzedał czasopismo dziennikarzowi warszawskiemu, Janowi Kantemu Gregorowiczowi (1818–1890). Od tego momentu rozpoczyna się nowa era polskiej prasy kobiecej, początek etapu uniwersalnych magazynów dla kobiet. Nowy właściciel zmieniał tytuł czasopisma kilkakrotnie:
- w 1860 r. na "Magazyn Mód i Nowości dotyczących gospodarstwa domowego",
- w 1862 r. na "Tygodnik Mód i Powieści dotyczących gospodarstwa domowego",
- w 1871 r. na "Tygodnik Mód i Nowości z dodatkiem ilustrowanym ubrań i robót kobiecych" i w tym samym roku, od nr 25 na „Tygodnik Mód i Powieści”,
- w 1883 r. na "Tygodnik Mód i powieści z dodatkiem ilustrowanym ubrań i robót kobiecych. Pismo ilustrowane dla kobiet",
- w 1914 r. na "Nasz Dom. Tygodnik Mód i Powieści. Pismo ilustrowane, poświęcone sprawom kobiecym".

Faktycznym redaktorem naczelnym czasopisma była Joanna Belejowska. W 1878 r. z powodu problemów finansowych Jan K. Gregorowicz sprzedał pismo Emilowi Skiwskiemu, pozostał jednak jego redaktorem do końca 1889 r. Od 1890 r. redakcję przejął właściciel. Od nr 28 tego roku redaktorem i wydawcą został Jan Skiwski. Wychodzący wówczas dodatek literacki zawierający odcinki powieściowe w dużej mierze przyczynił się do rozpowszechnienia czasopisma.
Swoją drugą młodość przeżył "Tygodnik" w latach 1905–1914  pod redakcją Stefana Krzywoszewskiego, choć faktycznie kierowała nim Lucyna Kotarbińska. Dział kulturalny składał się z felietonu, odcinka powieściowego, poezji, aforyzmów i korespondencji. Dział praktyczny zawierał artykuły dotyczące prowadzenia gospodarstwa domowego i szycia odzieży. W 1910 r. ukazywał się dodatek "Nasz Dom" z odrębną paginacją.

## Zawartość

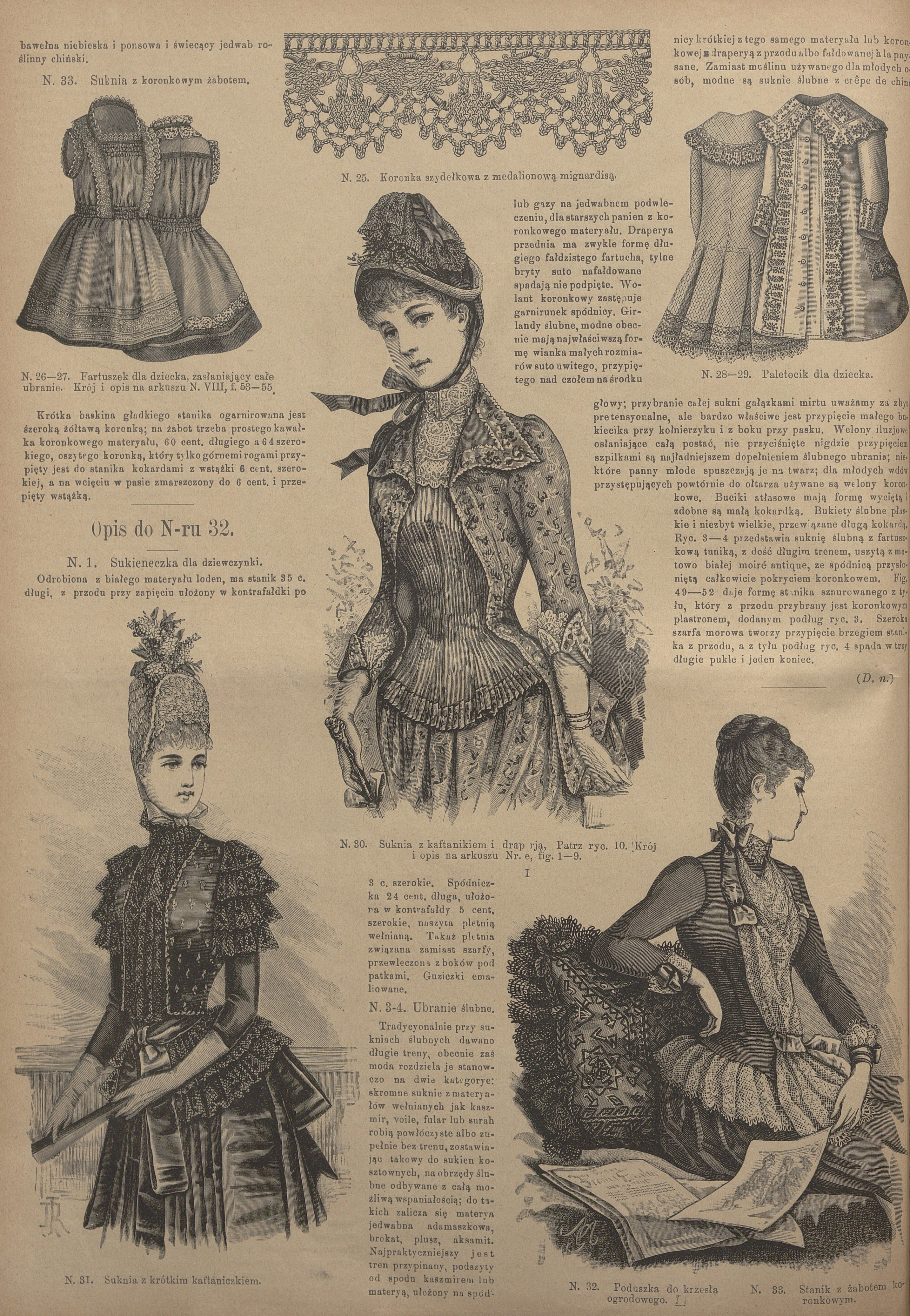
Przykładowa strona pisma poświęcona modzie (nr 31, 1885)

W czasopiśmie pojawiały się takie materiały jak powieści, (m.in. „Marta” Elizy Orzeszkowej), poezje, szarady, artykuły literackie, korespondencje, mody i nowości zagraniczne, rozmaitości, artykuły z dziedziny przemysłu i handlu krajowego, artykuły dotyczące kuchni i gospodarstwa domowego w ogóle, opisy główniejszych wzorów do haftu lub kroju, rebusy zamieszczane przy wzorach haftu i krojów. 
Tygodnik stał się pierwowzorem dla późniejszych pism gospodarczych dla kobiet. Na wyeksponowanym miejscu pojawiał się głównie artykuł historyczny, geograficzny, popularnonaukowy lub odcinek powieściowy, niekiedy numer inicjowany był felietonem lub kroniką zagraniczną. Dodatkiem były kolorowe ryciny, drukowane na grubszym papierze, przedstawiające europejską modę, głównie paryską, ale i też warszawską. Dołączano też wkładki z wzorami haftów. Od 1862 r. wychodził też Dodatek literacki zawierający literaturę i doniesienia. 
W okresie powstania styczniowego rycinowy dodatek propagował modę narodową i żałobną.
Objętość pisma wynosiła 4 strony formatu 20x27 cm.
Od zmiany tytułu w 1883 r.  zmieniła się też nieco zawartość pisma, którego głównymi działami były: Powieści i dramata, Poezyje, Przegląd literacki, Podróże, Korespondencja krajowa i zagraniczna, Artykuły literackie, Pogadanki, Artykuły różnej treści, Przegląd artystyczny, Przegląd teatralny, Z ruchu naukowego, Życiorysy, Wiadomości z kraju, z zagranicy, Sprawozdania o modach, Ryciny kolorowe, Dodatek (ubiory  i roboty). 
Od 1888 r. w czasopiśmie pojawiały się reklamy pracowni i zakładów krawieckich, zastosowano paginację ciągłą w obrębie roku. Zamieszczano informacje o "Przyjacielu Dzieci" „piśmie ilustrowanym dla młodzieży i małej dziatwy” oraz reklamę czasopisma "Ziarno", z którymi związany był Jan K. Gregorowicz. W 1890 r. liczba reklam wzrosła  początkowo do całej ostatniej strony okładki, później do 2 ostatnich stron. Oprócz reklam zakładów krawiecki i magazynów mód pojawiały się reklamy lekarskie, wina, zakładu gimnastycznego, dentysty, instrumentów, zegarmistrza. 
Informacje o nowo ukazujących się dziełach publikowano w rubryce Z teki dziennikarskiej. 
W latach 90. XIX w. zaczęto umieszczać w czasopiśmie obszerne relacje z działalności kobiet za granicą oraz stałe kroniki życia kulturalnego w kraju. Nadal w specjalnym dodatku zamieszczano ryciny mód, desenie do haftu i ubiorów i inne robótki kobiece. Pojawiły się, obok zwykłych, reklamy innych czasopism, książek, atlasów.

## Typografia

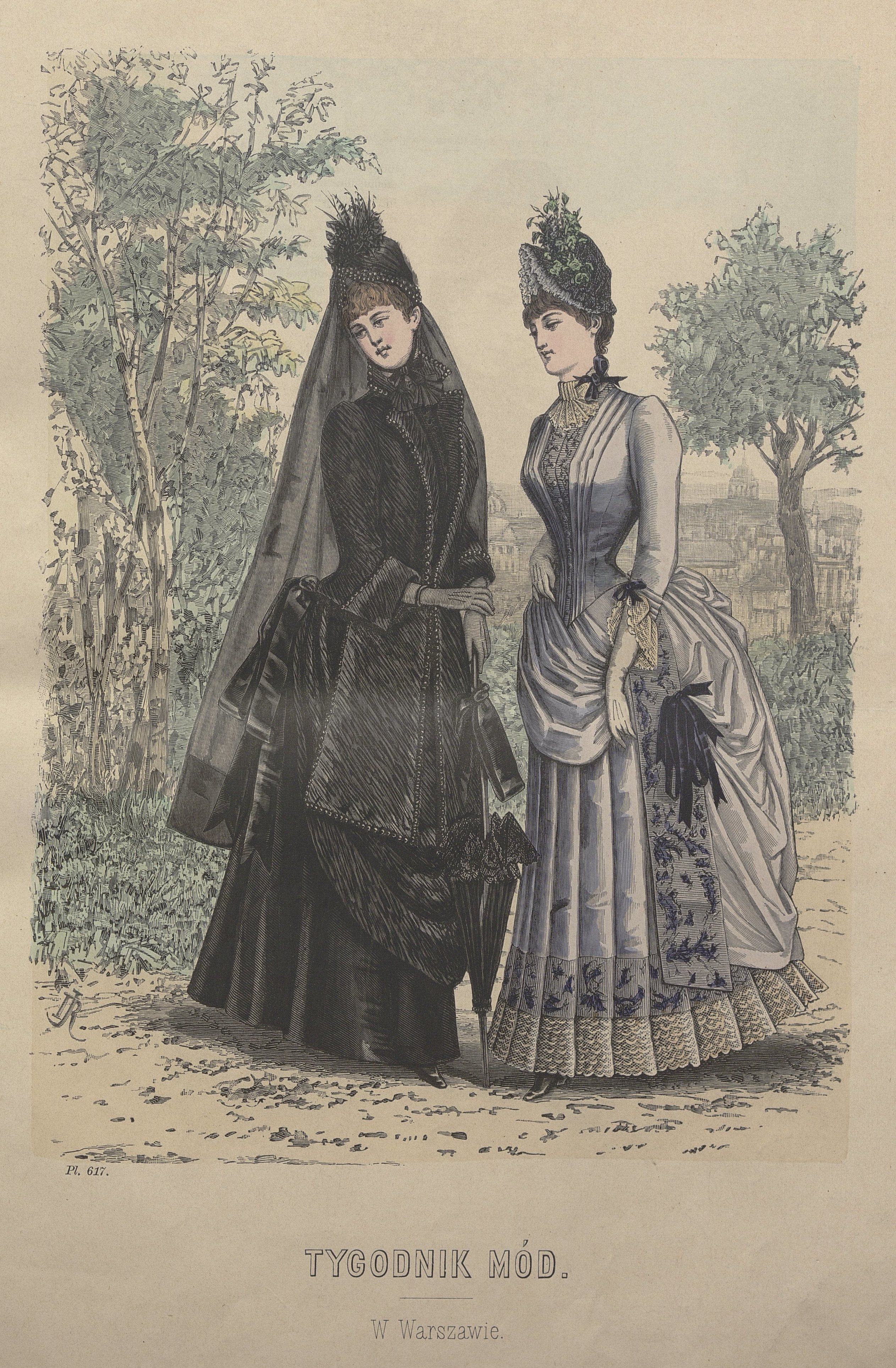
Barwna ilustracja modowa (nr 31, 1885)

Winieta tytułowa pisma była skromna. Początkowo przedstawiała dwie kobiety – szyjącą i czytającą. W latach 70. XVIII w. zawierała już odzieżowe skojarzenia skomponowane przez F. Tegazzo. Od 1892 r. obrazowała zawartość tygodnika, przedstawiała stereotypowe rekwizyty, woalki, lusterka, toalety, ich autorami byli m.in. Ksawery Pillati (1893) i Jan Styfi (1890). 
Nagłówki artykułów stanowiły skromną grafikę odwołującą się do jednoznacznych skojarzeń, przedstawiały motywy mody, strojów, czynności związanych z ubiorem, szyciem, toaletą, elegancją, aniołki, gołębie z listem (doniesienia), walizki, gwiazdki. 
Od 1866 r. pojawiały się ozdobne inicjały. 
Począwszy od 1868 r. tygodnik ukazywał się w większym formacie (27x37), tekst dzielony był na trzy łamy w obrębie kolumny (wcześniej dwa łamy), jedyny ozdobnik to obrazkowa winieta tytułowa zawierająca tylko tytuł główny - "Tygodnik Mód" - bez podtytułu. Całość składała się z 8 stron, do których dołączano ryciny mody, ale mniejszego formatu (20x27). Od 1883 r. wrócono znów do 4 stron objętości.

## Odbiór
Mówienie o rzeczach trudnych w sposób prosty i zrozumiały sprawił, że tygodnik trafiał nie tylko do grup elitarnych, ale także do kobiet pracujących, np. nauczycielek, krawcowych, modniarek. Z czasopismem współpracowały wybitne publicystki warszawskie, takie jak Seweryna Pruszkowska, Maria Ilnicka, Eleonora Ziemięcka, Aleksandra Borkowska, Paulina Wilkońska, a także Józef Ignacy Kraszewski.